# كوسوكي هارادا
كوسوكي هارادَ (باليابانية: 原田 紘介) (21 ديسمبر 1977 في هيروشيما في اليابان – )؛ هو لاعب كرة قدم ياباني سابق كان يلعب كمهاجم.

## وصلات خارجية
- كوسوكي هارادا على موقع رابطة كرة القدم اليابانية للمحترفين (اليابانية)